# 11376 Taizomuta
11376 Taizomuta (1998 SY5) là một tiểu hành tinh vành đai chính được phát hiện ngày 20 tháng 9 năm 1998 bởi Spacewatch ở Kitt Peak.